# Dulica
Dulica (macedónul: Дулица) település Észak-Macedóniában, a Keleti körzetben, Makedonszka Kamenica községben.

## Népesség
| Lakosok száma | 553  | 646  | 624  | 485  | 448  | 391  | 413  | 305  | 190  |
|               | 1948 | 1953 | 1961 | 1971 | 1981 | 1991 | 1994 | 2002 | 2021 |

2002-ben 305 lakosa volt, akik mindannyian macedónok.